# Monika Reichardt
Monika Irmgard Reichardt (* 23. Juni 1956 in Bad Lausick) ist eine deutsche Politikerin (CDU, bis 1990 DDR-CDU). Sie war in der zweiten und dritten Legislaturperiode Abgeordnete im Sächsischen Landtag.

## Leben
Monika Reichardt studierte nach dem Oberschulabschluss und dem Abitur bis 1979 Betriebswirtschaftslehre in Leipzig. Danach war sie Mitarbeiterin für Kommissionshandel. Später wurde sie wissenschaftliche Mitarbeiterin einer Handelsorganisation in Geithain. Ab 1990 war sie in der Firma Reichardt Sanitär- und Heizungsgroßhandel beschäftigt. 

## Politik
1987 trat Reichardt der DDR-CDU bei und wurde 1989 in den Ortsvorstand Bad Lausick gewählt. Sie wurde 1991 in den Landesfachausschuss für Umwelt, Landesentwicklung und Verkehr ihrer Partei berufen. Zudem war sie ehrenamtliche Richterin am Verwaltungsgericht (Deutschland). Im Oktober 1994 zog sie über die Landesliste der CDU Sachsen in den Landtag von Sachsen ein, aus dem sie am Ende der dritten Wahlperiode 2004 wieder ausschied. Monika Reichardt war Mitglied im Ausschuss für Schule und Sport, Mitglied im Ausschuss für Umwelt und Landesentwicklung und Mitglied im Kuratorium der Sächsischen Landeszentrale für politische Bildung.